# Caxangá (Recife)
Caxangá (Nova Morada) é um bairro do Recife, às margens do rio Capibaribe, a 11 quilômetros do centro do Recife.
Faz parte da RPA4. Localiza-se no final da Avenida Caxangá, inicialmente denominada Estrada de Paudalho e onde ficava a estação de Caxangá, antes da Ponte da Caxangá
Começou a ser povoado pelo cônego Francisco Pereira Lopes, no final do século XVIII, quando construiu uma casa e uma capela dedicada a São Francisco de Paula nesse local. No entanto, as terras já eram cultivadas desde o século XVII, quando ali funcionava o Engenho Brum, de propriedade de Miguel Bezerra Monteiro.
Nele está localizado o Caxangá Golf and Country Club
Em virtude de estar no término da Avenida Caxangá, há facilidade de locomoção no bairro e para o bairro. Tem uma grande área verde, o que lhe dá um bom equilíbrio no microclima, um lugar aprazível para se morar.

## Etimologia
Caxangá tem três significados:
- do tupi:
  - caa-çan-áb = mata estendida;
  - caa-çang-guá = mato do vale dilatado;
  - caa-ciangá = mata da madrinha;
- um crustáceo decápode (Callinectes marginatus);
- um chapéu usado por escoteiros, como complemento do seu uniforme.

## Medidores
| Medidores  |                  |
| População: | 9.634 habitantes |
| Área:      | 244 hectares     |
| Densidade: | 39,44 hab./ha.   |